# Су-11
Су-11 — радянський одномоторний надзвуковий всепогодний винищувач-перехоплювач. Разом з ракетою Р-8 став першим в СРСР авіаційним комплексом перехоплення, які мають на озброєнні ракети з ГСН двох типів — пасивну інфрачервону та напівактивну радіолокаційну. Разом з Су-9 ці перехоплювачі склали основу ППО СРСР до заміни їх в 70-х роках більш довершеним Су-15.

## Розробка
Винищувач-перехоплювач Су-11 спочатку створювався як ще одна модифікація базового літака Т-3. Після невдачі зі спробою установки на досвідчених літаках РЛС типу Алмаз, в кінці 1957-го в ДКБ-51 П. О. Сухого розглядалися нові варіанти компонувань перехоплювача, як по встановлюваному БРЕО, так і за складом озброєння. РЛС типу ЦД-30 розробки ДКБ-1 вдалося досить вдало закомпоновано в носовій частині фюзеляжу Т-3. Правда, при серійному заводі № 339 (розлобили з середини 50-х виробництво РЛС типу Сокіл для Як-25 М) існувало ДБК-339, головний конструктор якого, Г. М. Кунявській, вирішив модернізувати базову РЛС з метою поліпшення її характеристик. Проміжний варіант, що отримав позначення «Сокіл-2», призначався для установки на перехоплювачі Як-27К. Нова станція продовжила 'пташину' серію назв, отримавши кодове позначення 'Орел'.
Ракети РС-2УС змінили на Р-8. Для компенсації збільшеного аеродинамічного опору використовували більш модифікований двигун АЛ-7Ф-2 з більшою тягою.
Держвипробування проводилися в два етапи. На першому, триватиме з 12 листопада  1959 р. по 7 квітня  1960 р., за скороченою програмою була виконана оцінка комплексу з ракетою К- 8М з ТГС. З березень а по квітень  1960-го були виконані доопрацювання і з 26 квітня літак був переданий на другий етап випробувань, який завершився 8 червня  1961 р. На цьому етапі основна увага приділялася бойового застосування комплексу, відпрацюванні РЛС і ракет К-8М при реальних перехопленнях. Всього, в ході спільних випробувань, на літаках було виконано 475 польотів, а разом з заводським етапом випробувань — понад 700.
Влітку  61-го відбулася і перша офіційна прем'єра літака: в липні літак, пілотований Е. С. Соловьевим, взяв участь у повітряному параді в Тушино. Ще до закінчення випробувань, вже в листопаді  60-го, держкомісія визнала можливим дати попередню рекомендацію про запуск нового літака в серію. Правда рішення про серійне виробництво було прийнято лише через рік — в листопаді 1961 рік а в  лютому  62-го комплекс Т-3-8М був офіційно прийнятий на озброєння. Урядовою постановою літаку було присвоєно офіційне позначення — Су-11, всьому комплексу — Су-11-8М

## Виробництво
Запуск Су-11 в серію здійснювався в Новосибірськ е, де новому літаку привласнили власний, внутрішньозаводської індекс: «виріб 36». Планом передбачалося, що Су-11 плавно змінить  Т-3 на стапелях заводу починаючи з 2-го кварталу 1962 рік а. На цей рік поряд з випуском останніх 120 шт. Т-3 було записано про ізводство 40 шт. Су-11 і 15 машин Як-28 П. Перший серійний екземпляр літака був вирячені із складального цеху у червні і благополучно облітаний в серпні. Але 31 жовтня сталася трагедія. При здавальному випробуванні Су-11 загинув льотчик-випробувач В. М. Андреев, який брав участь до цього в держвипробувань літака і добре знав машину. Це була перша катастрофа на Су-11, але наслідки її були сумні для літака, так як ще більш зміцнили в сумнівах щодо нового літака керівництво авіації ППО. Усі наступні розгляди з цілком законними вимогами замовника про підвищення надійності літака були лише виправданням для вирішення про скорочення плану виробництва Су-11: з 1963 рік а  завод № 153 переорієнтували на випуск Як-28 П (внутрішньозаводської індекс «виріб 40») як основної продукції. Тим не менш, заділ для виробництва Су-11-х на заводі був досить великий, і було вирішено все ж не викидати його на смітник, а будувати літаки (правда, в набагато меншій кількості) і після доопрацювань передавати їх авіації військ ППО. На початку 1963 рік а  ВПС передало ДБК кілька серійних машин для проведення доробок по підвищенню надійності і протягом  1963 —  64 рр. . на них була виконана велика програма доводочних і контрольних випробувань. В результаті, до середини 1964 рік а, перші серійні літаки були, нарешті, передані в стройовій полк ППО, що базувався під Астраханню. Перші 6 машин пішли з заводу в травні, а до кінця літа полк був повністю переозброєний на Су-11 і з вересня тут почалися військові випробування літака.
Програма виробництва Су-11 передбачала закінчення випуску літака в 1964 рік у, але реально останні машини завод випускав вже на початку  1965-го. Всього було зібрано 108 машин, тобто майже в 10 разів менше, в порівнянні з  Т-3.

## Конструкція
Су-11 являє собою виконаний за класичною схемою среднеплан з трикутним крилом тонкого ламінарного профілю і стрілоподібним хвостовим оперенням. Механізація крила, як і у літака Су-7, складається з щілинних закрилків, розташованих в околофюзеляжних частинах і елеронів (на зовнішніх частинах крила). Фюзеляж літака виконаний згідно з правилом площ. Кабіна пілота, розташована в носовій частині, обладналася катапультованим кріслом класу 0-0. Ліхтар кабіни краплеподібної форми зрушується назад. Він виступає за обводи фюзеляжу, що забезпечує прекрасний огляд пілоту. Хвостове оперення літака складається з класичного вертикального і керованого горизонтального оперення. На кілі під кермом напрямку розташований контейнер гальмівного парашута, а перед хвостовим оперенням на фюзеляжі знаходяться чотирьохсекційних гальмівні щитки. Літак оснащувався тристійковим шасі з одинарними колесами. Головні стійки вбираються в крило, передня — вперед у фюзеляж. Для приводу керуючих поверхонь застосовуються незворотні гідропідсилювачі. На літаку застосований лобовий надзвуковий повітрозабірник, регульований за допомогою рухливого центрального конуса, в якому розташовувалася антена БРЛС.

## Тактико-технічні характеристики

### Технічні характеристики
- Екіпаж: 1 пілот
- Довжина: 18.23 м
- Розмах крила: 8.54 м
- Висота: 4.70 м
- Площа крила: 26.2 м ²
- Кут стрілоподібності по передній крайці:
- Нормальна злітна маса: 12 674кг
- Максимальна злітна маса: 13 990
- Маса палива у внутрішніх баках: 3440 кг
- Обсяг паливних баків: 2 × 600 л
- Силова установка: 1 × ТРДФ АЛ-7Ф-2
  - Бесфорсажна тяга: 1 × 6800 кгс
  - Форсажна тяга: 1 × 10 100 кгс

### Льотні характеристики
- Максимальна швидкість: 2 340км / г на 12 000 м
- Практична дальність:
  - без ПТБ: 1 350 км
  - з ПТБ: 1 800 км
- Практична стеля: 18 000 м
- Швидкопідйомність: 1800 м/хв
- Длина разбега: 1 200 м
- Длина пробега: 1 250 — 1 250 м (без тормозного парашюта)

### Озброєння
- Стрілецько-гарматне: 2х КПК-23
- Бойове навантаження: 1000 кг
- Керовані ракети: ракети «повітря-повітря»:
  - 2 До-8М (АА-3)